# Sportsære
Sports ære (russisk: Спортивная честь) er en sovjetisk film fra 1951 af Vladimir Petrov.

## Medvirkende
- Aleksej Gribov som Pjotr Semjonovitj Grinko
- Grigorij Sergejev som Vitalij Grinko
- Margarita Lifanova som Tonja Grinko
- Lev Fritjinskij som Vetlugin
- Nikolaj Krjutjkov